# تربة يحيى أفندي
تُربة يحيى أفندي أو مقبرة يحيى أفندي (بالتركية: Yahya Efendi Türbesi)‏ هي مقبرة لِلمُسلمين تقع في مدينة إسطنبول. بناها معمار سنان سنة 1571م، وهي كائنةٌ في ناحية بشكطاش على مقرُبةٍ من قصر جراغان، جوار تكيَّة يحيى أفندي.
سُمِّيت المقبرة نسبةً لِساكنها الشيخ المُتصوِّف والشاعر يحيى أفندي البكطاشلي الطرابزُني الذي اشتهر في عهد السُلطان العُثماني سُليمان القانوني. تقع ضمن عمارة (مُجمَّع) مُكوَّنةٍ من تكيَّةٍ ومدرسةٍ كانت من أولى أعمال سنان آغا سالف الذِكر. دُفن العديد من أتباع طريقة الشيخ يحيى في هذه المقبرة بدايةً من القرن السادس عشر الميلادي، وكذلك جماعةٌ من أعيان الدولة العُثمانيَّة بما فيهم العُلماء وحاشية بني عُثمان. ومع مُرور الوقت اتسع نطاق المقبرة وبحلول القرن التاسع عشر الميلادي خُصِّصت لِدفن أفرد أُسر السلاطين العُثمانيين، وفي مُقدِّمتهم عائلة السُلطان عبد الحميد الثاني.

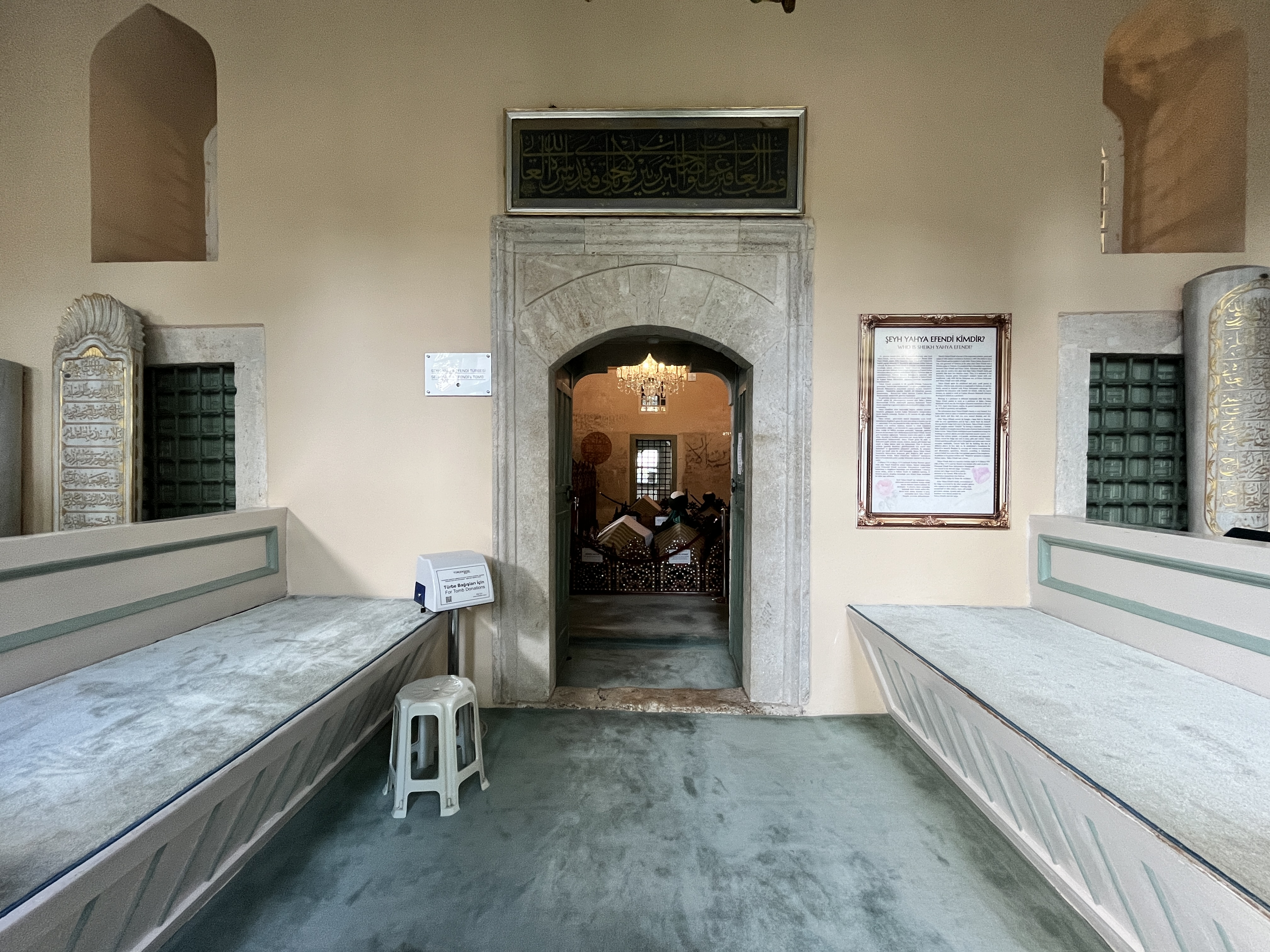
بوابة القبر

## مراجع

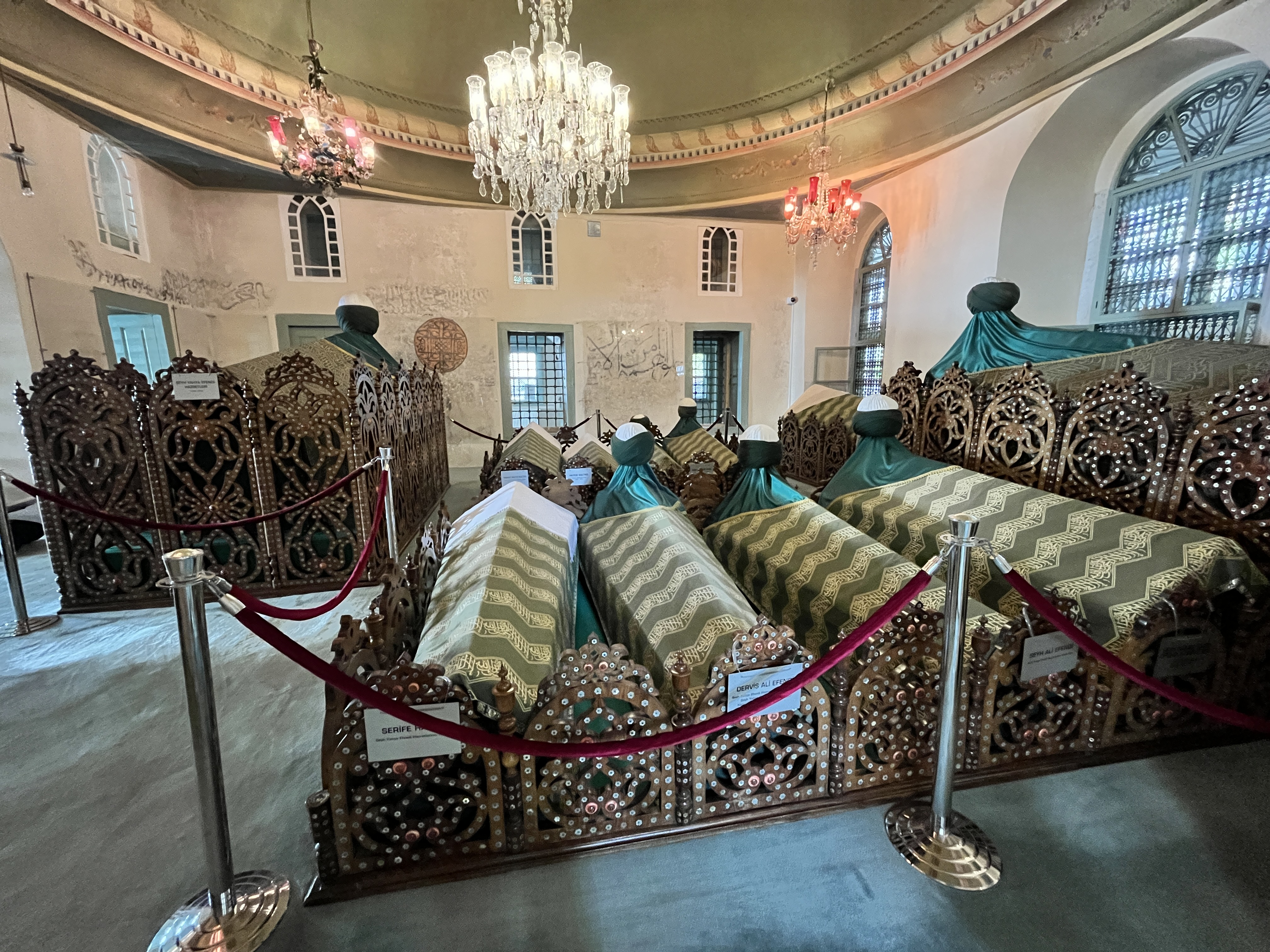
التوابيت داخل القبر